# Teplice zámecká zahrada
Teplice zámecká zahrada – stacja kolejowa w Cieplice, w kraju usteckim, w Czechach. Znajduje się na wysokości 255 m n.p.m.
Jest zarządzana przez Správę železnic. Na stacji nie ma możliwości zakupu biletów, a obsługa podróżnych odbywa się w pociągu.

## Linie kolejowe
- 097 Lovosice - Teplice v Čechách